# Kanton Brouvelieures
Kanton Brouvelieures (fr. Canton de Brouvelieures) byl francouzský kanton v departementu Vosges v regionu Lotrinsko. Skládal se z 10 obcí. Zrušen byl po reformě kantonů 2014.

## Obce kantonu
- Belmont-sur-Buttant
- Biffontaine
- Bois-de-Champ
- Brouvelieures
- Domfaing
- Fremifontaine
- Mortagne
- Les Poulières
- Les Rouges-Eaux
- Vervezelle